# Tisová stráň
Tisová stráň je přírodní rezervace poblíž obce Lančov v okrese Znojmo v nadmořské výšce 350–444 metrů. Důvodem ochrany je druhově i věkově silně diferencovaný lesní porost severní expozice s přirozeným výskytem tisu červeného (Taxus baccata) a měsíčnice vytrvalé (Lunaria rediviva) v bylinném patru.